# Uitrit
Een uitrit of inrit is: 
- een uitgang voor voertuigen van een gebouw of perceel naar de openbare weg, en/of
- de ingang voor voertuigen vanaf de openbare weg.

Dit kan van alles zijn, zoals
- de oprit naar een garage of carport,
- de oprijlaan bij een landhuis of landgoed,
- de toegang tot een weiland, tot een bosperceel, enzovoort,
- de ingang van een parkeergarage,
- de toegang tot een bedrijventerrein.

Een inrit/uitrit is vaak herkenbaar aan:
- een trottoir of een fietspad of een drempel die met het voertuig gepasseerd wordt,
- een toegangshek of een slagboom,
- een uitsparing in een hekwerk dat het perceel omsluit.

Over het algemeen zijn de woorden inrit en uitrit synoniem, ze verschillen alleen door het gebruik dat ervan wordt gemaakt. 
Soms wordt er eenrichtingsverkeer ingesteld, dus dan is er een aparte inrit en uitrit.

## Nederlandse verkeersregels
In het Reglement verkeersregels en verkeerstekens 1990 (RVV 1990) ontbreekt een definitie van de inrit en de uitrit. De begrippen komen uitsluitend voor in de bepalingen over het parkeerverbod in artikel 24 en de bijzondere verrichtingen in artikel 54. Zowel bij inrijden van een inrit als bij het de weg oprijden vanuit een uitrit moet men het overig verkeer voor laten gaan.
Het ligt voor de hand dat er voor een inrit/uitrit niet mag worden geparkeerd.
Dat geldt ook als het de uitrit van het eigen terrein is.
Jurisprudentie heeft wel een aantal kenmerken ontwikkeld waaraan een uitrit moet voldoen. Er moet sprake zijn van verlaagde trottoirbanden en van een doorlopende bestrating die de trottoirs aan weerszijden van de uitrit verbindt. Het gaat erom dat een ieder bij de nadering van de uitrit kan zien, dat het een uitrit is.
Als een zijstraat eruitziet als een uitrit (en dus voor de gedragsregels als uitrit beschouwd moet worden) in de zin van het RVV 1990, dan spreekt men wel van een uitritconstructie. Tegelijk blijft het natuurlijk in het spraakgebruik een zijstraat.
Over het algemeen kan men verwachten dat het verkeer dat uit een uitrit de weg oprijdt, al eerder op die weg is geweest.
Het is dan ook niet nodig bij een uitrit borden te plaatsen, zoals parkeerverbod, voorrangsweg, inhaalverbod, maximumsnelheid, eenrichtingsverkeer.
Er zijn echter uitzonderingen, bijvoorbeeld bij een bedrijfsterrein met meerdere in- en uitritten naar verschillende straten.

### Overig
- Het is niet toegestaan om zonder toestemming van de overheid (meestal de gemeente) een uitrit naar de openbare weg te maken.
- De inrit van een tunnel waar een openbare weg doorheen loopt is géén inrit in de zin van het RVV 1990.